# Belojarskij (město)
Belojarskij (rusky Белоя́рский) je město v Chantymansijském autonomním okruhu – Jugře v Ruské federaci. Při sčítání lidu v roce 2010 měl přes dvacet tisíc obyvatel.

## Poloha a doprava
Belojarskij leží v oblasti Sibiřských úvalů na levém, jižním břehu Kazymu, pravého přítoku Obu. Je připojený na silnici z Okťabrskoje do Nadymu.

## Dějiny
Belojarskij byl založen v roce 1969 v souvislosti s výstavbou plynovodů z Jamalu přes Nadym do evropské části Ruska. Jméno je složeninou odkazující k bílým říčním útesům – ty se v ruštině nazývají jar (яр).
V roce 1973 získal status sídla městského typu a v roce 1988 byl povýšen na město.